# Vân Canh
Vân Canh là một huyện miền núi nằm ở cực nam tỉnh Bình Định, Việt Nam.

## Địa lý
Huyện Vân Canh nằm ở phía nam của tỉnh Bình Định, có vị trí địa lý:
- Phía đông giáp thành phố Quy Nhơn và thị xã Sông Cầu, tỉnh Phú Yên
- Phía tây giáp huyện Kông Chro, tỉnh Gia Lai
- Phía nam giáp huyện Đồng Xuân, tỉnh Phú Yên
- Phía bắc giáp huyện Tây Sơn, huyện Tuy Phước và thị xã An Nhơn.

Diện tích đất tự nhiên 798 km², dân số 27.875 người (đến 01.04. 2019), mật độ dân số thấp chỉ có hơn 36 người/km².
Có 3 dân tộc cùng chung sống là dân tộc Kinh, dân tộc Chăm và dân tộc Ba Na; trong đó dân tộc Chăm tập trung chủ yếu ở xã Canh Hòa, dân tộc Bana tập trung ở các xã Canh Liên, Canh Thuận, Canh Hiệp với dân số chiếm trên 40% so tổng dân số. Người Chăm (Chăm Hroi) ở Vân Canh có quan hệ mật thiết và có quá trình phát triển vừa chung vừa riêng rất đáng được chú ý trong cộng đồng người Chăm trong cả nước. Người Chăm ở Vân Canh sống xen cư với người Bana và người Kinh; họ có khá nhiều tên gọi khác nhau như Chăm Hroi, Hroi, Aroi, Chăm Đắc Rây, Chăm Hơđang, Chăm Đèo...Có thể gốc gác người Chăm ở Vân Canh vốn là người Chàm cổ. Những người Chàm cổ này sau sự kiện thất bại của Vương quốc Chiêm Thành ở thành Đồ Bàn đã chạy dạt lên đây rồi tụ cư lại. Trong quá trình sinh sống do tách biệt cộng đồng ban đầu, do ảnh hưởng của người Bana sống trước đó nên trong văn hoá của bộ phận Chăm miền núi này dần xuất hiện những yếu tố văn hoá mới. Cũng có thể người Chăm này vốn là nhóm người địa phương của người Chàm cổ có mặt ở Vân Canh trước đó. Trong quá trình phát triển đã mang yếu tố văn hoá của nguồn cội, đồng thời mang yếu tố văn hoá khác do môi trường sống tạo nên.

## Hành chính
Huyện Vân Canh có 7 đơn vị hành chính cấp xã trực thuộc, bao gồm thị trấn Vân Canh (huyện lỵ) và 6 xã: Canh Hiển, Canh Hiệp, Canh Hòa, Canh Liên, Canh Thuận, Canh Vinh.

## Giao thông
Phần lớn các xã của huyện Vân Canh nằm trên tuyến đường Diêu Trì - Mục Thịnh mới được nâng cấp nên giao thông khá thuận lợi; trong những năm gần đây phong trào bê tông hóa giao thông nông thôn phát triển nên đường sá có phần được cải thiện đáng kể, trừ địa bàn xã Canh Liên giao thông còn khó khăn. Ngoài ra trên địa bàn huyện còn có đường sắt Việt Nam đi qua với ga Vân Canh.

## Kinh tế
Đời sống nhân dân còn khó khăn, tỷ lệ hộ nghèo cao. Đất đai bị bạc màu và thiếu nước tưới nên chủ yếu sản xuất lúa nước 1 vụ và màu. Trong những năm gần đây, cây mía phát triển khá, là vùng nguyên liệu mía của Nhà máy đường Bình Định, nên đời sống nhân dân được cải thiện một bước. Khu vực Canh Liên có đồng cỏ rộng, khả năng phát triển bò đàn. Ở đây còn là khu vực có diện tích rừng tự nhiên còn khá và đang phát triển rừng trồng.

### Các khu, cụm công nghiệp
1. Khu công nghiệp, Đô thị và Dịch vụ Becamex VSIP Bình Định - Khu kinh tế Nhơn Hội (xã Canh Vinh)
2. Cụm công nghiệp thị trấn Vân Canh
3. Cụm công nghiệp Canh Vinh

## Lịch sử
Huyện Vân Canh được tái lập ngày 24 tháng 8 năm 1981 do tách ra từ huyện Phước Vân cũ thuộc tỉnh Nghĩa Bình, ban đầu gồm 4 xã: Canh Hiệp, Canh Hòa, Canh Liên và Canh Thuận.
Ngày 23 tháng 9 năm 1981, chuyển 2 xã Canh Hiển và Canh Vinh (tách ra từ xã Phước Thành) thuộc huyện Tuy Phước về huyện Vân Canh quản lý.
Năm 1989, huyện Vân Canh thuộc tỉnh Bình Định vừa được tái lập.
Ngày 19 tháng 4 năm 2002, thành lập thị trấn Vân Canh (thị trấn huyện lỵ huyện Vân Canh) trên cơ sở: 
- 1.396,61 ha diện tích tự nhiên và 2.861 nhân khẩu của xã Canh Thuận
- 599,26 ha diện tích tự nhiên và 2.334 nhân khẩu của xã Canh Hiệp.[7]

Huyện Vân Canh có 1 thị trấn và 6 xã như hiện nay.

## Văn hóa - Du lịch

### Di tích - Danh thắng
1. Di tích Suối Một (KP.Đăk Đưm, TT.Vân Canh)
2. Di tích Đồi Đá Huê (làng Hòn Mẻ, xã Canh Thuận)
3. Di tích Ga Mục Thịnh (xã Canh Hòa)
4. Di tích Đồn lính khố xanh (TT.Vân Canh)

### Du lịch
1. Cổng trời Canh Liên
2. Làng Canh Tiến (xã Canh Liên)
3. Làng Canh Giao (xã Canh Hiệp)